# 大陸海兵隊
大陸海兵隊（たいりくかいへいたい、英: Continental Marines）は、アメリカ独立戦争中の13植民地側が創設した海兵隊である。現在の合衆国海兵隊の起源とされている。1775年11月10日、大陸会議の承認によって結成され、1783年に解散した。
大陸海兵隊の任務は多目的なものであったが、最も重要なことは当時の他の国の艦船乗り組みの海兵隊と同じく、艦船の秩序を維持し、船長や士官の身を守ることであった。海上での交戦中は、狙撃手としてマストの戦闘楼に登り、敵船の士官や砲手、操舵手を狙い撃ちすることが期待された。
全体として大陸海兵隊には131人の士官と、恐らくは2,000人足らずの隊員がいた。個々の隊員は数少ない大陸海軍艦船のために流用されていたが、海兵隊の組織は1798年まで再構築されることはなかった。大陸海兵隊と現在のアメリカ海兵隊との間に長い期間が開いたものの、アメリカ海兵隊は1775年11月10日をその創立記念日にしている。

## 歴史
1775年の大陸海兵隊法によれば、第二次大陸会議は大陸海兵隊について、次のように定めた:。
これら2個大隊は当初、イギリス軍の主要な援軍と物資の補給基地だったノバスコシアのハリファックス侵略作戦のためにジョージ・ワシントンの陸軍から引き抜くつもりだった。実際には12月までに5個中隊総勢約300名からなる1個大隊のみが結成された。イギリス軍の歩兵と騎兵の数個連隊にドイツ人傭兵3,000名が増強された軍隊がノバスコシアに上陸して、計画されていた水陸両用作戦の実行が不可能になった時点で、2つ目の大隊結成は無期限延期になった。ワシントンは海兵隊を支援することに気乗りせず、代案としてニューヨーク市あるいはフィラデルフィア市から徴兵することを提案した。
大陸海兵隊の最初で最後の総司令官は、サミュエル・ニコラス大尉であり、1775年11月28日に発令された。最初の海兵隊兵営はフィラデルフィアにあった。伝説に拠れば最初の募兵所はタン・タヴァーンという酒場とされているが、歴史家のエドウィン・サイモンズはニコラス家が所有していた酒場であるコネストーガ・ワゴンの可能性が強いとしている。1776年6月に少佐に任官されたロバート・ミューレンが、その母の経営していたタン・タヴァーンを募兵所として使ったと考えられる.。結成後に4つの警備中隊が追加され、ジョージ・ワシントン将軍がフィラデルフィアを守るときに支援した。

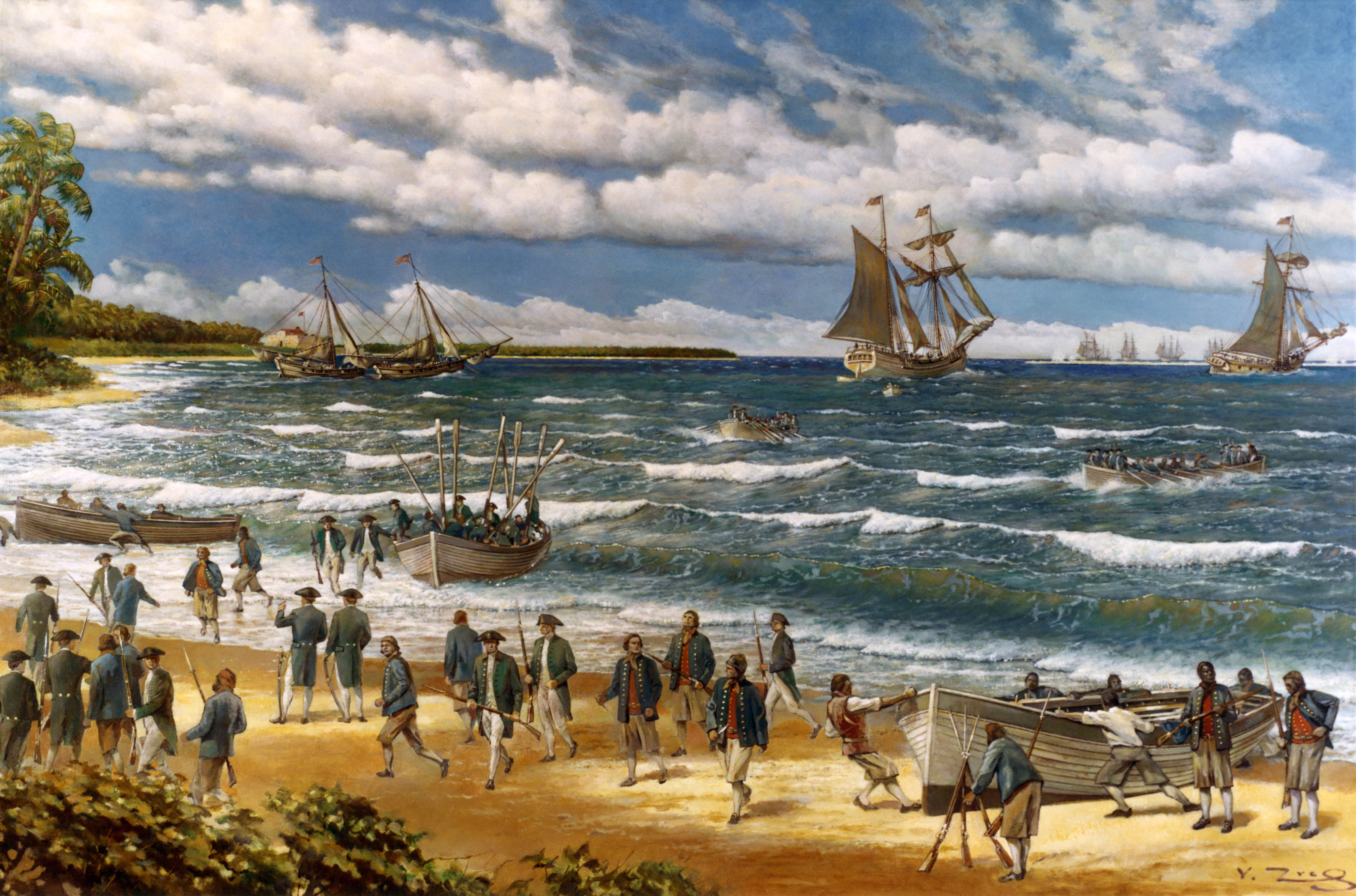
ナッソーの戦いの時にニュープロビデンス島に上陸する大陸海兵隊

アメリカ独立戦争における大陸海兵隊は、水陸両用作戦を行うときに使われた。
大陸海軍のエセク・ホプキンス代将の最初の戦隊がカリブ海への初めての航海を行ったときに海兵隊も同行し、バハマのナッソーには2回上陸し、イギリス軍の海軍倉庫を占領した。ナッソーの戦いと呼ばれる1回目の上陸は総司令官のサミュエル・ニコラス大尉自身によって指揮され、約250名の海兵隊と船員によって構成された部隊がニュープロビデンス島に上陸し、ナッソーの町に進軍した。そこでは多くの損害を与えた上に海軍倉庫を占領して、銃弾、砲弾および大砲を捕獲したが、肝心の火薬が手に入らなかった。2回目はトレヴェット中尉によって指揮された部隊が、夜間に上陸し、海軍倉庫とともに数隻の船も手に入れた。この戦隊はロードアイランドに戻る時に4隻の小さな商船を拿捕した。1776年4月8日に帰港したとき海兵隊の7名が戦死し、4名が負傷していた。ホプキンスはニコラスが命令に従わないので嫌っていたが、ニコラスは6月25日に少佐に昇進し、当時建造中だった4隻のフリゲート艦のために4個中隊を立ち上げる任務を与えられた。
1776年12月、大陸海兵隊はイギリス軍がニュージャージーを抜けて南に進むのを遅らせるために、トレントンでワシントンの軍隊に加わるよう命令された。ワシントンは海兵隊で何ができるか確信がもてないままに、やはり緑色の制服を着ていたフィラデルフィア民兵隊1個旅団に付加した。海兵隊は時間通りに到着できなかったのでトレントンの戦いには大した効果を与えられなかったが、プリンストンの戦いでは大陸軍の決定的な勝利を援けた。
大陸海兵隊はメーンのペノブスコットにも遠征し、ノーティラス島とマジャバガデュース半島を占領したが、ダドリー・サルトンストールの部隊が近くの砦を占領し損なったときに大きな損失を出して撤退した。海軍大佐のジェイムズ・ウィリングの下に就いた1部隊がピッツバーグを出発し、オハイオ川とミシシッピ川を下って1隻の商船を捕獲し、メキシコ湾から船で来た他の大陸海兵隊の部隊と協働してポンチャートレイン湖岸のイギリス王党派を襲撃した。大陸海兵隊最後の公式行動は、フランス王ルイ16世から借りた銀の王冠を護衛してボストンからフィラデルフィアに運び、北アメリカ銀行の開設を可能にした。
1783年に独立戦争が終わった時、大陸海軍も大陸海兵隊も4月に解隊された。個々の海兵隊員は残っていたアメリカ海軍の艦船数隻に留まったが、9月には最後の海兵隊員も退役した。

## 年表
- 1775年10月13日　第二次大陸会議が大陸海軍のために2隻の艦船の取得、艤装および人員配置を指示した。海兵隊は軍艦の乗組員に含まれるため、間接的ではあるが大陸海兵隊の徴募について最初に承認した機会となった。
- 1775年11月10日　大陸海兵隊創設。
- 1775年12月　約300名の海兵隊員による5個中隊が立ち上げられた。武装はしたが、制服は無かった。大陸海軍のエセク・ホプキンス代将の最初の戦隊がカリブ海への初めての航海を行ったときに海兵隊も同行した。
- 1776年3月　サミュエル・ニコラスが率いる海兵隊が、バハマのニュープロビデンス島に上陸。13日間の作戦行動で、砦2つを確保してナッソーを占領、政府庁舎を支配下に置く。大砲88門、砲弾16,535個、及び他の物資を確保。帰路、イギリス船に遭遇し、マスケット銃と舷側の大砲で交戦。
- 1776年4月　ジョン・マーティンが入隊して最初の黒人海兵隊員となり、フィラデルフィアのUSSレピザルに乗り込む。
- 1776年4月　ウィリアム・ハミルトンとアレクサンダー・ニールソン各軍曹が少尉に昇進してアメリカ海兵隊最初のマスタング（下士官から将校に昇進した者）となる。
- 1776年12月　ニコラスが率いる部隊が第二次トレントンの戦いでワシントン軍を支援（記録に残っている陸軍と海兵隊の初めての協働作戦）。次の春、ワシントンは大陸海兵隊の一部を大陸軍の砲兵隊の再編のために取り込む。
- 1778年1月　分遣隊がミシシッピ川を下りニューオーリンズを確保、イギリスの貿易業者を排除。
- 1778年4月　ジョン・ポール・ジョーンズ指揮下の分遣隊がイギリス本土2カ所を攻撃。
- 1783年1月　西インド諸島でイギリス船ベイルへ強行接舷の後、拿捕。
- 1785年6月　1783年1月のアメリカ独立戦争停戦後、フリゲート艦アライアンス(en:USS Alliance (1778)を売却。大陸海軍とともに大陸海兵隊を解体。

## 大陸海兵隊の制服
1776年9月5日、海軍委員会が大陸海兵隊の制服規定を発行し、緑色の上着に白色の縁取り（下襟、袖口、および裏地）とし、カトラスで切られることを防ぎ、兵士の頭を立てておくために皮製ハイカラーを付けることとした。このことは「レザーネック」という海兵隊の渾名と現在の制服のハイカラーに残されている。伝説では、緑色はライフル銃狙撃兵の伝統的色だったが、海兵隊はマスケット銃を携行した。フィラデルフィアでは単純に緑色の布地が豊富にあり、イギリス軍の赤色や大陸軍と大陸海軍の青色と区別できるようにした可能性が強い。またサミュエル・ニコラスの狩猟クラブが緑色の制服だったので、委員会に緑色を推薦した。